# Henrico Albicastro
Giovanni Henrico Albicastro, eigentlich Johann Heinrich von Weissenburg, (* um 1660, vermutlich in Pappenheim; † 26. Januar 1730 in Maastricht) war ein deutsch-niederländischer Komponist des Barock.

## Leben
Johann Gottfried Walther äußerte in seinem Musicalischen Lexicon 1732 die unbelegte und daher zweifelhafte Vermutung, dass Henrici Albicastro ein Schweitzer sei. Diese Annahme ist heute noch verbreitet; möglich ist aber auch die Theorie, dass Albicastro in Bieswang, heute einem Ortsteil der Stadt Pappenheim, geboren wurde, bezeichnet er sich doch auf dem Frontispiz seiner Sonatensammlung Op. 1, als Henrici Albicastero del Biswang. Die Vermutung, sein Familienname beziehe sich auf die Stadt Weißenburg in Bayern, ist nicht belegbar.
1686 schrieb sich Albicastro bei der Universität Leiden in den Niederlanden ein als „Viennensis, Musicus Academiae“. Diese Bezeichnung würde bedeuten, dass er aus Wien kommend und auf eine Stellung in Leiden als musikalischer Leiter hindeutete, also verantwortlich war für das offizielle Musizieren an der Akademie, insbesondere bei öffentlichen Zeremonien (z. B. der Amtseinführung eines neuen Rector Maximus). Allerdings finden sich in den Archiven der Universität keine Anhaltspunkte für eine solche Tätigkeit Albicastros. Jedenfalls kann er diese Stelle nicht allzu lange innegehabt haben, denn bereits kurz nach 1690 wurden andere auf diesen Posten berufen (François Koopman, Charles de Vray). Es gibt Hinweise darauf, dass Albicastro mehrere Jahre in den Spanischen Niederlanden verbracht hat.
Ab 1708 bezeichnete sich Albicastro als Cavalliere, was zum einen, wie damals üblich, auf eine adelige Herkunft oder auf eine Mitgliedschaft in einem Orden hindeuten kann, aber auch auf eine Anstellung als Rittmeister im niederländischen Landesheer. Über eine vorhergehende militärische Laufbahn wurden keine weiteren Angaben gefunden. Ab op. 9 bezeichnete er sich als Kapitänleutnant. Johan Hendrik van Weissenburg – wie er in den militärischen Dokumenten genannt wird – kämpfte in den letzten Jahren im Spanischen Erbfolgekrieg und verblieb anschließend im Heer. 1730 wird er zum letzten Mal in den Papieren der niederländischen Armee aufgeführt. Er starb in Maastricht am 26. Januar 1730.
In seiner Lebensgeschichte in Marpurgs Historisch-kritischen Beiträgen von 1754 nannte Quantz Albicastro in gleichem Atemzug mit Biber und Walther, mit den Worten „Die Werke von Biber, Walther und Albicastro studire ich fleißig“. Er muss somit Albicastro in die Reihe der großen deutschen Virtuosen des 17. Jahrhunderts gestellt haben.
Über seine ersten Werke, op. 1 und op. 2, gibt es keine Informationen. 1696 erschien als Opus 3 eine Sammlung von zwölf seiner Triosonaten unter dem Titel Il giardino armonico sacro-profano. Davon sind sechs Sonaten erhalten.

## Werke
- 1696 „Il giardino armonico sacro-profano di dodici suonate in due parti, parte I dell'opera terza continente VI suonate a tre stromenti col basso per l'organo“ (Brügge)
- 1701 opera prima – XII Suonate a tre, due violini et violoncello col basso per l'organo
- 1702 opera seconda – XII Sonate a violino solo col basso continuo (seit 1945 verschollen)
- 1702 opera terza – XII Sonate a violino e violone col basso continuo
- 1702 opera quarta – XII Suonate a tre, due violini e violoncello col basso per l'organo
- 1703 opera quinta – Sei Sonate a violino solo col basso continuo
- 1704 opera sesta – Sonate a violino solo e basso continuo (nicht erhalten)
- 1704 opera settima – XII Concerti a quatro, due violini, alto, violoncello e basso continuo
- 1704 opera ottava – [XII] Sonate da camera a tre, due violini e violone col basso per l'organo
- 1706 opera IX – XII Sonate a violino solo col violone o basso continuo

In Manuskriptfassung:
- Coelestes angelici chori, Motette für Sopran, vier Instrumente und Basso continuo